# Hippocampus colemani
Hippocampus colemani es una especie de pez de la familia Syngnathidae en el orden de los Syngnathiformes.

## Distribución geográfica
Se encuentra en la Isla Lord Howe.